# Herman VII (margrabia Badenii)
Herman VII (zm. 15 lipca 1291 r.) – margrabia Badenii z rodu Zähringen (z braćmi: Rudolfem II, Hesso i Rudolfem III).

## Rodzina
Herman był najstarszym synem margrabiego Badenii Rudolfa I i Kunegundy, córki Ottona I, hrabiego Ebersteinu. Żoną Rudolfa była Agnieszka, córka Fryderyka V, hrabiego Truhedingen i Dillingen. Mieli czworo dzieci:
- Jutta,
- Fryderyk II,
- Rudolf IV,
- Herman VIII.